# 장순 (당나라)

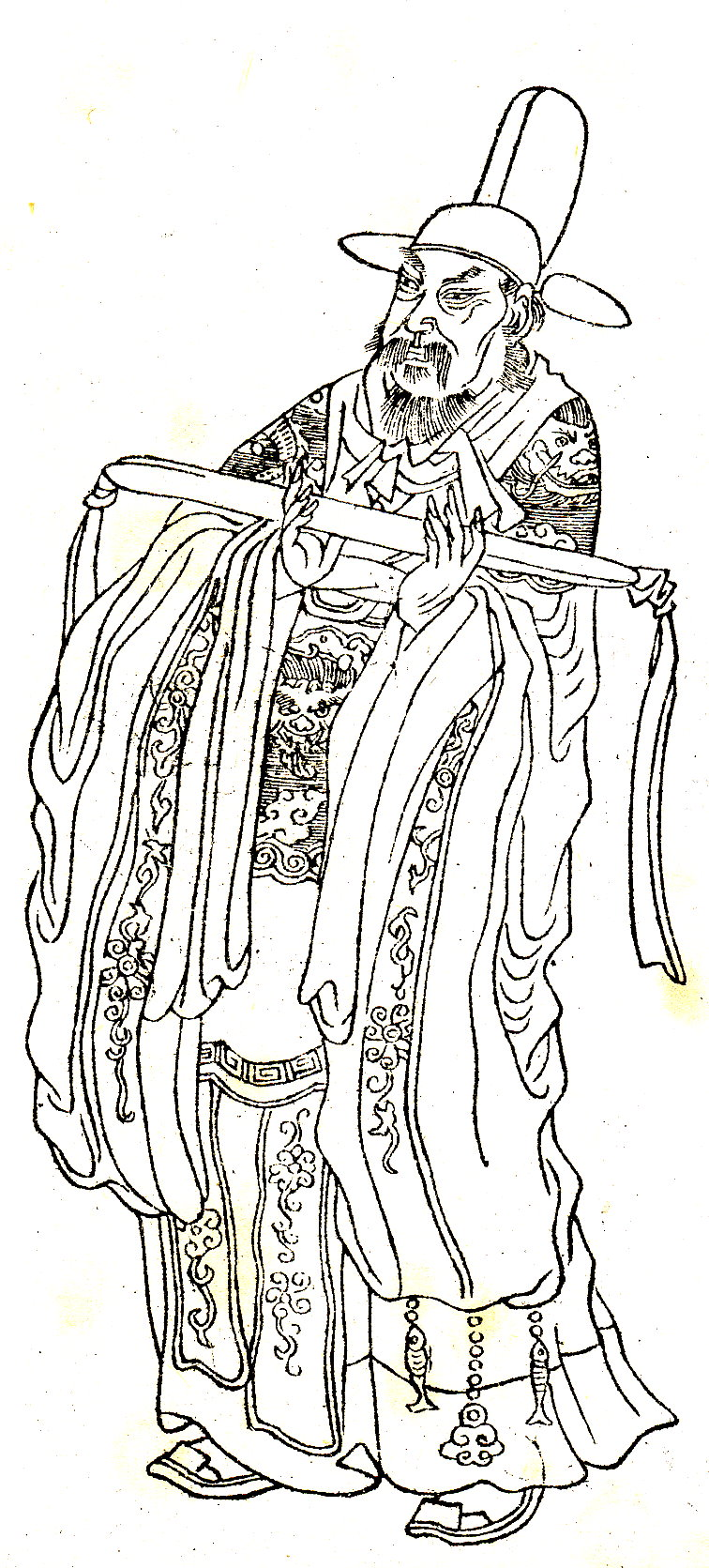
장순

장순(張巡, 709∼757)은 唐(당) 때의 사람이다. 당 현종(玄宗) 때 안녹산의 난이 일어나자 허원(許遠)과 함께 군사를 일으켜 수양성(睢陽城)을 지켰다.
수양성이 포위된 후 수개월이 지나 양식이 떨어져 참새나 쥐 등을 먹고 견디는 상황이 되었다. 일설에 의하면 먹을 음식이 없어 병사들이 인육을 먹는 극한의 사태까지 발생하였다고 한다.
안록산(安祿山)이 제호를 칭한 지 2년에 그 사람의 아들 안경서가 휴양성을 포위하였다. 수양성은 함락되고 장순은 허원과 더불어 붙잡혔다. 반란군들은 칼을 잡고 항복하기를 강요했으나 거절하였다. 남제운(南霽雲)도 반란군에게 붙잡혔다.
장순(張巡)은 남제운(南霽雲)에게 “남팔장부야! 죽을 뿐, 불의에 굴해서는 안 된다!”라고 말하자 남제운(南霽雲)이 대답하기를,“이제 결행코자 합니다. 공이 나를 알아 주시거늘 어찌 죽지 않사오리까?”하면서 항복하지 않았다.
장순, 남제운, 허원을 비롯해 포로 36인은 처형되었다.

## 관련 인물
- 남제운
- 허원
- 안록산